# 한탄강역
한탄강역(Hantangang station, 漢灘江驛)은 경기도 연천군 전곡읍 전곡리에 위치한 경원선의 철도역이었으며, 통근열차 전용 철도역이였다.

## 개요
역명은 인근 한탄강을 따서 명명되었으며, 무배치간이역으로서 역무원이 근무하지 않았다. 2011년 7월 28일 집중호우로 인한 선로 유실로 인해 영업이 중단되었으나 2012년 3월 21일 경원선 통근열차 운행 재개와 함께 11회로 정차하다가 2012년 7월 1일부터 17회로 증편하였다. 이 역 이후로 북위 38도를 넘어가게 된다.
폐역된 이후로, 어떠한 열차도 이 역을 정차하거나 통과하지 않으며, 역사와 선로가 철거되었으나 대체운행버스가 정차하였으며, 동두천 ~ 연천 구간의 전철화가 2023년 12월 16일에 완료되어 폐역된 상태였으며, 이미 국토교통부고시 제2023-623호에 의해 2023년 11월 21일 폐역되었다.

## 역 구조
버스 정류장 형태의 역 구조물과 역명판, 승강장만 있는 구조이다.

### 승강장
| ↑초성리 |
| 승강장  |
| 전곡↓   |

| 승강장 | 경원선 | 통근열차 | 사용하지 않음 |

## 역 주변
- 한탄강유원지
- 전곡선사박물관

## 연혁
- 1975년 6월 28일: 영업 개시
- 1977년 9월 15일: 무배치간이역으로 변경
- 1977년 10월 16일: 을종대매소 지정
- 1991년 10월 1일: 임시승강장으로 지정[1]
- 2011년 7월 28일: 2011년 7월 한국 중부 집중호우로 인한 선로 유실로 영업 일시 중단
- 2012년 3월 21일: 초성철교 완공으로 통근열차 운행 재개와 동시에 편도 기준 1일 6편 감편
- 2012년 7월 1일: 통근열차 운행 편수 증편
- 2014년 8월 1일: 평화열차(DMZ train) 운행 개시
- 2017년 7월 1일: 평화열차(DMZ train) 정차하지 않고 무정차 통과
- 2018년 7월 2일: 경원선 연천 ~ 백마고지 구간 선로 개량 공사로 인한 통근열차는 연천역까지 운행.
- 2019년 4월 1일: 경원선 동두천 ~ 연천 전철화 공사로 인한 운행 일시 중단. 일 32회 대체버스 운행.
- 2021년 말: 역사 및 선로 철거[2]
- 2023년 12월 16일: 폐역[3]